# 28964 Ashokverma
28964 Ashokverma este o planetă minoră (asteroid), cu un diametru de 9,63 km, din centura de asteroizi. A fost descoperită pe 23 martie 2001 la Stația Anderson Mesa de Lowell Observatory Near-Earth-Object Search. 
Obiectul prezintă o orbită caracterizată de o semiaxă mare de 3,0664751 UAi, o excentricitate de 0,24, o înclinație de 3,64764 ° în raport cu ecliptica.